# Identidade visual
 Identidade visual é o conjunto de elementos formais que representa visualmente, e de forma sistematizada, um nome, ideia, produto, empresa, instituição ou serviço. Esse conjunto de elementos costuma ter como base o logotipo, um símbolo visual que se complementa nos códigos de cores, das tipografias, nos grafismos, em personagens, nas personalidades e outros componentes que reforçam o conceito a ser comunicado através dessa imagem como o Slogan ou Tag lines, que cumprem este papel. Resumidamente a Identidade Visual é a imagem ampliada da marca.
A confecção de um logótipo ou de um símbolo visual capaz de representar a assinatura institucional da empresa deve ser estabelecido através de um documento técnico ao qual os designers nomearam de manual da identidade visual. Esse documento serve para estabelecer normas e critérios técnicos de reprodução da marca nos mais variados suportes existentes no atual estado da técnica como por exemplo: suportes gráficos (impressão) e suportes eletrônicos (interfaces).

## Manual de identidade visual
O manual de identidade visual deve conter:
1. Os aspectos formais da marca - ou seja os elementos que compõe o símbolo gráfico e as variações formais da marca: por exemplo, para uma marca representada por uma imagem fotográfica deve ser apresentado tal imagem nos padrões monocromático, preto e branco, tons de cinza, fotográfico uma versão digitalizada ou seja uma versão vetorial da marca nas mesmas variações formais: monocromática, preto e branco, tons de cinza, chapado.
2. Apresentar as variações da assinatura da marca: padrão de assinatura horizontal, padrão de assinatura vertical e variações formais da assinatura com slogan e sem slogan. Algumas marcas contém slogan, outras não. Assim como algumas marcas são compostas simplesmente pelo nome da empresa (Coca-Cola, IBM, Microsoft). É imprescindível apresentar tais características da marca e sustentar uma utilização padronizada.
3. Apresentar aspectos técnicos da marca: cor (pantone, rgb, cmyk, hexadecimal), fonte, dimensões, direção, etc.
4. Apresentar o padrão de utilização da marca em todo o material institucional previsto pela empresa: papel timbrado, envelope, etiqueta, adesivo, embalagem, objetos, uniforme, rótulo, frota etc.
5. Determinar dimensões mínimas e máximas para a impressão
6. Regularizar a utilização da marca em fundo colorido, preto, branco e monocromáticos.
7. Apresentar situações a serem evitadas.

## Elementos principais da identidade visual
No processo de criação de identidade visual, diversos elementos / peças, podem estar contempladas no processo. Estão mencionados abaixo os mais comumente encontrados:
- Logotipo;
- Paleta de cores;
- Tipografia;
- Símbolos e padrões;
- Catálogos e apresentações;
- Website;
- Materiais gerais de papelaria, como envelope, cartão e pasta;
- Uniforme e frota personalizada de veículos;
- Dentre muitos outros.